# توم هارمان
توم هارمان (بالإنجليزية: Tom Harman)‏ هو محامي وسياسي أمريكي، ولد في 30 مايو 1941 في باسادينا في الولايات المتحدة. حزبياً، نشط في الحزب الجمهوري. وقد انتخب عضو مجلس ولاية كاليفورنيا وانتخب عضو جمعية ولاية كاليفورنيا.